# Palermo (Maine)
Palermo ist eine Town im Waldo County des Bundesstaates Maine in den Vereinigten Staaten. Im Jahr 2020 lebten dort 1570 Einwohner in 944 Haushalten auf einer Fläche von 112,85 km².

## Geographie
Nach dem United States Census Bureau hat Palermo eine Gesamtfläche von 112,85 km², von der 105,05 km² Land sind und 7,8 km² aus Gewässern bestehen.

### Geographische Lage
Palermo liegt im Südwesten des Waldo Countys und grenzt an das Kennebec County im Südwesten, das Lincoln County im Süden und das Knox County im Südosten. Es gibt mehrere Seen in dem Gebiet, der größte ist der Sheepscot Pond im Südosten. Im Westen befindet sich der Branch Pond und im Süden der Turner Pond. Die Oberfläche ist leicht hügelig, der 252 m hohe Cunningham Mountain ist die höchste Erhebung in dem Gebiet.

### Nachbargemeinden
Alle Entfernungen sind als Luftlinien zwischen den offiziellen Koordinaten der Orte aus der Volkszählung 2010 angegeben.
- Norden: Freedom, 12,0 km
- Nordosten: Montville, 12,3 km
- Osten: Liberty, 8,2 km
- Südosten: Washington, Knox County, 6,9 km
- Süden: Somerville, Lincoln County, 12,7 km
- Südwesten: Windsor, Kennebec County, 16,2 km
- Westen: China, Kennebec County, 11,7 km
- Nordwesten: Albion, Kennebec County, 4,7 km

### Stadtgliederung
In Palermo gibt es mehrere Siedlungsgebiete: Carrs Corner, East Palermo, Four Corners, Greely Corner, Jones Corner, North Palermo, Palermo und Palermo Center.

### Klima
Die mittlere Durchschnittstemperatur in Palermo liegt zwischen −7,8 °C (18 °F) im Januar und 20,0 °C (68 °F) im Juli. Damit ist der Ort gegenüber dem langjährigen Mittel der USA um etwa 9 Grad kühler. Die Schneefälle zwischen Oktober und Mai liegen mit bis zu zweieinhalb Metern mehr als doppelt so hoch wie die mittlere Schneehöhe in den USA; die tägliche Sonnenscheindauer liegt am unteren Rand des Wertespektrums der USA.

## Geschichte
Das Gebiet von Palermo war zunächst unter dem Namen Sheepscot Great Pond bekannt. Besiedelt wurde es ab 1778. Zunächst benannt nach dem großen See im Südosten des Gebietes, auch Great Pond Settlement. Zur Town wurde das Gebiet, welches zum Plymouth Claim dem Kennebec Purchase gehörte, am 23. Juni 1804. In dem Antrag, der 1801 eingereicht wurde, verpflichteten sich die Siedler Straßen durch das Gebiet zu bauen, auch außerhalb des Gebietes der Town, um den Weg zum nächsten Markt zu ermöglichen.

### Einwohnerentwicklung
| Volkszählungsergebnisse – Town of Palermo, Maine | Volkszählungsergebnisse – Town of Palermo, Maine | Volkszählungsergebnisse – Town of Palermo, Maine | Volkszählungsergebnisse – Town of Palermo, Maine | Volkszählungsergebnisse – Town of Palermo, Maine | Volkszählungsergebnisse – Town of Palermo, Maine | Volkszählungsergebnisse – Town of Palermo, Maine | Volkszählungsergebnisse – Town of Palermo, Maine | Volkszählungsergebnisse – Town of Palermo, Maine | Volkszählungsergebnisse – Town of Palermo, Maine | Volkszählungsergebnisse – Town of Palermo, Maine |
| Jahr                                             | 1800                                             | 1810                                             | 1820                                             | 1830                                             | 1840                                             | 1850                                             | 1860                                             | 1870                                             | 1880                                             | 1890                                             |
| ------------------------------------------------ | ------------------------------------------------ | ------------------------------------------------ | ------------------------------------------------ | ------------------------------------------------ | ------------------------------------------------ | ------------------------------------------------ | ------------------------------------------------ | ------------------------------------------------ | ------------------------------------------------ | ------------------------------------------------ |
| Einwohner                                        |                                                  | 761                                              | 1056                                             | 1257                                             | 1594                                             | 1659                                             | 1372                                             | 1223                                             | 1118                                             | 887                                              |
| Jahr                                             | 1900                                             | 1910                                             | 1920                                             | 1930                                             | 1940                                             | 1950                                             | 1960                                             | 1970                                             | 1980                                             | 1990                                             |
| Einwohner                                        | 757                                              | 690                                              | 567                                              | 513                                              | 527                                              | 511                                              | 528                                              | 645                                              | 760                                              | 1021                                             |
| Jahr                                             | 2000                                             | 2010                                             | 2020                                             | 2030                                             | 2040                                             | 2050                                             | 2060                                             | 2070                                             | 2080                                             | 2090                                             |
| Einwohner                                        | 1220                                             | 1535                                             | 1570                                             |                                                  |                                                  |                                                  |                                                  |                                                  |                                                  |                                                  |

## Wirtschaft und Infrastruktur

### Verkehr
Die Maine State Route 3 verläuft in westöstlicher Richtung durch das Gebiet der Town.

### Öffentliche Einrichtungen
Es gibt keine medizinischen Einrichtungen in Palermo. Die nächstgelegenen befinden sich in Waterville.
In Palermo befindet sich die Palermo Community Library an der Maine State Route 3.

### Bildung
Palermo gehört mit Alna, Chelsea, Somerville, Westport Island, Whitefield und Windsor zum Schulbezirk Sheepscot Valley RSU 12.
Im Schulbezirk werden folgende Schulen angeboten:
- Chelsea Elementary School in Chelsea, mit Schulklassen vom Kindergarten bis 8. Schuljahr
- Palermo Consolidated School in Palermo, mit Schulklassen vom Kindergarten bis 8. Schuljahr
- Somerville Elementary School in Somerville, mit Schulklassen von Pre-Kindergarten bis 6. Schuljahr
- Whitefield Elementary School in Whitefield, mit Schulklassen vom Kindergarten bis 8. Schuljahr
- Windsor Elementary School in Windsor, mit Schulklassen vom Pre-Kindergarten bis 5. Schuljahr

## Persönlichkeiten

### Söhne und Töchter der Stadt
- Daniel D. Pratt (1813–1877), Politiker

### Persönlichkeiten, die vor Ort gewirkt haben
- Harry Cail (1913–2008), Sportschütze und Olympiateilnehmer